# 에드워드 Y. 창
에드워드 Y. 창(Edward Y. Chang)은 컴퓨터 과학자, 작가이다. 그는 2019년부터 스탠포드 대학교의 컴퓨터 과학 부교수이자 아시아 대학교의 생물정보학 및 의료공학 교수이다.
창은 7권의 책을 집필했으며, 여기에는 《대규모 언어 모델의 지혜 풀기》(Unlocking the Wisdom of Large Language Models) (2024), 《다중 LLM 에이전트 협업 지능: 인공 일반 지능으로 가는 길》(Multi-LLM Agent Collaborative Intelligence：The Path to Artificial General Intelligence) (2024), 《대규모 멀티미디어 정보 관리 및 검색의 기초》(Foundations of Large-Scale Multimedia Information Management and Retrieval), 《대규모 멀티미디어 검색을 위한 빅데이터 분석》(Big Data Analytics for Large-Scale Multimedia Search), 《정신의 여정》(Journey of the Mind) (시), 《유목민적 영원》(Nomadic Eternity) (시), 그리고 에르빈 슈뢰딩거의 《생명이란 무엇인가?》 의 중국어 번역본이 포함된다. 그의 연구 관심사는 의식 모델링, 생성형 인공지능, 의료에 걸쳐 있으며, 이를 통해 그는 Google 혁신상, XPRIZE 상, COVID-19 발병 억제에 대한 공로로 대만 대통령상 등을 수상했다. 그는 또한 확장 가능한 머신 러닝과 의료 분야에 기여한 공로로 ACM의 펠로우이자 IEEE 전기전자공학자협회의 펠로우이기도 하다.

## 경력
창은 캘리포니아 대학교 산타바바라에서 학업 경력을 시작했으며 1999년부터 2006년까지 전기 및 컴퓨터 공학과 조교수, 부교수, 정교수로 재직했다. 2012년부터 2015년까지 그는 홍콩 과학기술대학교 (HKUST)에서 컴퓨터 및 정보과학 분야의 겸임교수로 임용되었다. 이후 2017년부터 2020년까지 캘리포니아 대학교 버클리 캠퍼스 EECS 부서 미래현실센터 방문교수로 임용되었다. 그는 2019년부터 스탠포드 대학교 컴퓨터 과학 부교수와 아시아 대학교 생물정보학 및 의료공학 방문 교수로 임명되었다.
창은 2006년부터 2012년까지 구글에서 연구 책임자로 일했다. 이 기간 동안 그는 웹 규모 이미지 주석(2008), 데이터 중심 확장 가능 머신 러닝(2005-2012), 추천 시스템, 실내 위치 지정, 및 Google QA를 포함한 여러 분야에서 연구 개발 이니셔티브를 주도했다. 2012년부터 2020년까지 HTC Healthcare의 사장을 역임했다.

## 연구
2019년에 창은 AI 추론 능력을 향상시킨다는 목표로 의식 모델링에 대한 연구에 착수했다. 2023년에 이루어진 그의 획기적인 업적은 소크라테스식 방법을 AI에 적용하여 비판적 독해와 사고를 촉진하는 데 앞장섰다. 그런 다음 그는 협력적이고 적대적인 대화에서 여러 대규모 언어 모델(LLM)을 소집하는 프레임워크인 SocraSynth(Socratic Synthesis)를 소개했다.  통계와 정보 이론의 원리에 따라, 이 접근 방식은 새로운 관점을 탐구하는 것과 알려진 정보를 활용하는 것의 균형을 이룬다. 목표는 이전에는 인간의 이해로 접근할 수 없었던 지식과 통찰력을 발견하는 것이다. 발견에 따라 소크라테스식 방법과 엄격한 논리적 추론을 통해 비판적 검토와 검증을 실시하여 결과의 합리성을 보장한다. 저서 《다중 LLM 에이전트 협업 지능: 인공 일반 지능으로 가는 길》(2024)은 통계 및 정보 이론의 지원 원칙을 설명하고 다양한 응용 분야에서의 성공적인 배포 사례를 제시한다.
창은 2005년 초부터 머신 러닝에 대한 데이터 중심 접근 방식을 개척했다. 그는 2006년부터 2012년까지 구글에서 이 노력에 전념하는 팀을 이끌었다. 2007-08년에 그의 팀은 구글 이미지 저장소의 대규모 데이터 주석을 시작했다.
창의 연구는 기계 학습 분야에 기여했으며, 특히 훈련 데이터의 효과를 개선하고 보다 효율적인 의료 기술 개발을 위한 통찰력을 제공함으로써 능동 학습에 중점을 두었다. Simon Tong과 함께 수행한 SVMActive 연구에서는 의료 분야와 같은 응용 분야에서 분류기 학습에 사용할 수 있는 레이블이 지정된 데이터가 부족하다는 문제를 해결했다. 즉, 능동 학습을 활용하여 모호한 레이블이 지정되지 않은 인스턴스를 식별하고 의사와 같은 전문가에게 레이블을 제공하도록 쿼리를 보내 정보 이득을 극대화했다. 처음에는 이 접근 방식이 이미지 쿼리 정제에서 관련성 피드백을 강화하는 데 사용되었다. 의료 분야에서 그는 특히 희소 공간 능동 학습과 강화 학습을 통합하여 의사 에이전트가 환자의 다음 증상 질의를 결정할 수 있도록 함으로써 최소한의 증상 조사 반복으로 진단 정확도를 최적화했다. 또한 그는 연구진 그룹과 함께 보상 형성 및 기능 재구성 전략을 사용하여 질병 진단 시 나타나는 희소 증상 문제를 해결하고 증상 공간 검색을 안내하고 관련 증상을 반복적으로 제거하는 REFUEL 알고리즘을 제안했다. REFUEL은 대만의 두 병원 체인과 대만 CDC에서 COVID-19와의 싸움에서 원격 진단 및 분류를 위해 구현되었다.
창과 그의 팀은 REFUEL 시스템으로 구동되는 모바일 기기를 개발했는데, 이 기기는 다양한 실험실 테스트를 통해 12가지 흔한 질병을 진단할 수 있었다. 2017년에 출판된 그의 공동 논문에서는 DeepQ AI 기반 증상 검사기의 핵심 구성 요소인 광학 감지 모듈과 생체 감지 모듈의 설계에 대한 자세한 설명을 제공했다. 이러한 모듈은 사용자 친화적인 환경을 제공하도록 설계된 모바일 장치에 통합되었다. 증상 검사기에 대한 이 연구는 2017년 Qualcomm Tricorder XPRIZE 대회에서 해당 장치가 2등을 차지하면서 인정받았다. 또한, 대만 질병통제예방센터와 협력하여 개발한 챗봇 기반 증상 확인 시스템은 2020년 COVID-19 발병을 효과적으로 억제한 공로로 대통령상을 수상했다. 의료 기술 분야에 대한 그의 다른 두드러진 공헌으로는 DeepQ 부정맥 데이터베이스의 개발과 주석 달기가 있다. 이 데이터베이스는 다양한 활동에 참여한 환자의 ECG 기록 컬렉션을 제공하며, MIT BIH 부정맥 데이터베이스를 보완한다. DeepQ 부정맥 데이터베이스는 환자 간 변동성 문제를 해결하면서 기계 학습 연구를 용이하게 한다.
창은 또한 1999년에 기존의 테이프 기반 VCR을 대체하고 스트리밍 비디오를 위한 대화형 기능을 도입한 DVR의 발명자로 인정받고 있다. 1997년에 그는 디지털 비디오 레코더 (DVR)를 설계했고 이는 1998년에 Hector Garcia-Molina와 Pat Hanrahan의 지도 하에 박사 학위 논문의 한 장으로 개발되었다.